# Triéra
Triéra je typ řecké válečné lodi, který byl vyvinut na přelomu 4. a 5. století př. n. l. Lodi byly osazené jedním nebo dvěma stěžni s obdélníkovou plachtou a veslaři ve třech řadách nad sebou. Římané těmto lodím říkali triréma.

## Počátky

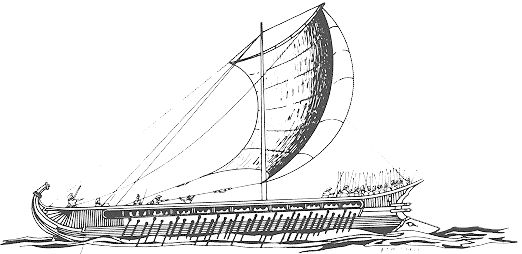
Řecká triéra

Do 6. století př. n. l. byla jediným válečným plavidlem Řeků tzv. monoréma s jednou řadou vesel s poměrem délky a šířky zhruba 7:1. Její hlavní zbraní byl kloun na přídi a rovněž byla vybavena jediným stěžněm s obdélníkovou plachtou. Tyto lodi se dále dělily podle počtu veslařů. Nejčastěji měly patnáct párů vesel (triakontery), nebo dvacet pět (pentekontery). Zvyšování požadavků na rychlost nutně vedlo ke zvyšování počtu veslařů a tím k prodlužování trupu. Dlouhé lodě ale byly špatně pohyblivé a na moři se často lámaly.
Řečtí stavitelé se tedy poučili u Féničanů, kteří už dříve stavěli lodě s dvěma řadami vesel nad sebou. Tak vznikla kolem roku 700 př. n. l. loď zvaná diéra (biréma) a později, pravděpodobně v Korintu na přelomu 4. a 5. století př. n. l., nejznámější válečná loď starověku zvaná triéra. Její délka se pohybovala od 25 do 40 metrů, šířka od 4 do 6 metrů a ponor mezi 0,9 až 1,5 metrem. Výtlak byl mezi 60 a 200 tunami.

## Konstrukce
Základními konstrukčními prvky této lodi byl kýl, přední a zadní vaz. Na kýl se připevňovala žebra. Obšívka trupu se zhotovovala plaňkováním na sraz tzv. karvelovým způsobem. Příď i záď lodi byly zvýšeny, ohrazeny a kryty palubou. Střední část lodi byla původně bez paluby, později se sem umisťovaly lávky umožňující pohyb vojáků po lodi, nakonec byly lodě kryty palubou po celé délce. Příď byla vybavena klounem a byly zde umístěny jedna až dvě kotvy. Ty byly nejprve kamenné, později se zhotovovaly z olova a železa. Na zádi byl můstek sloužící ke spojení s břehem a dvě velká kormidelní vesla, na každém boku jedno.
Loď nesla jeden, výjimečně dva stěžně. Hlavní, upevněný v prostředku lodi, se ve většině případů dal sklápět směrem k zádi. To se provádělo především před bitvou, kdy loď poháněla pouze vesla. Druhý stěžeň byl v první třetině lodi a výrazně skloněný směrem k přídi. Na stěžních byly obdélníkové plachty sešité z pruhů lněného plátna. Bývaly bílé nebo purpurové, u válečných lodí často hnědé. Na plachtách byly často namalovány symboly jmen lodí.
Rychlost plavby se dnes počítá podle údajů řeckých autorů, kteří mluví o trasách, které loď překonala za určitou dobu. Jejich údaje jsou ale pravděpodobně poněkud nadnesené, dnes se průměrná cestovní rychlost těchto lodí odhaduje na 3 až 4,3 uzle, což je přibližně 6 až 8 km/h.
Konstrukční prvky triéry později převzali Římané při stavbě trirém. Pojmy triéra a triréma jsou proto často zaměňovány a v některých jazycích jsou oba typy lodí označovány stejným výrazem. Trirémy používaly tři řady vesel.

## Posádka

Schéma umístění veslařů na trieře

Hlavním pohonem byla síla veslařů. Pokud měla loď více řad vesel, měl každý veslař svou lavičku. Lavičky musely být umístěny tak, aby loď nebyla příliš vysoká. Vzhledem k malému ponoru by tím byla vážně narušena její stabilita. V každé řadě byla vesla jinak dlouhá, podle vzdálenosti od hladiny. Veslaři na spodní lavičce často seděli necelého půl metru nad vodní hladinou.
Veslaři v Athénách byli profesionálové z řad čtvrté majetkové třídy. Podle námořních inventářů měla loď v nejnižší řadě 27 veslařů zvaných thalamioi (dolní veslaři), v prostřední řadě rovněž 27 mužů zvaných zygioi (veslaři na lavicích) a horní řada měla 31 veslařů thránítai (veslaři na sedátkách). Tito seděli vně vůči veslařům pod nimi, tedy nemuseli být příliš vysoko. Pozice spodních veslařů byla nejméně pohodlná. Nejen, že byli často mokří, ale pokud byl bok lodi proražen, často se potopili spolu s ní.
Plný stav posádky byl dvě stě mužů, z toho veslařů bylo 170. Themistoklés nařídil roku 481 př. n. l., aby bojovou jednotku triéry tvořilo 10 hoplítů a čtyři lučištníci. Peršané naproti tomu měli na lodi 30 ozbrojenců. Hlavním argumentem pro tento nízký počet vojáků byl fakt, že jejich přítomnost značně snižovala efektivitu veslování a stabilitu lehké lodě, zvláště pokud se pohybovali, za plavby tedy museli sedět a byli naučeni vrhat oštěpy rovněž vsedě. Dalšími členy posádky byl velitel lodi (triérarchos), deset lodníků, kormidelník (naupégos), předák (keleustés), který dohlížel na veslaře, a hráč na dvojitou píšťalu (aulétés), který udával tempo veslování. Za plavbu plně odpovídal kormidelník, který byl nejvýše postaveným profesionálním námořníkem na lodi. Velitel lodi spolu s kormidelníkem měli své stanoviště na zádi, k ochraně tam měli lučištníky, zvláště kormidelník byl příliš zaneprázdněn, než aby se mohl chránit sám.

## Loď v boji
Na triéře byl obecně nedostatek úložného prostoru pro zásoby, což značně omezovalo akční rádius těchto lodí, proto se většina bojů odehrála blízko pobřeží. Ve Středozemním moři se setkáváme s malým přílivem a odlivem, klidné pobřežní vody dávaly lepší možnost ovládat jinak málo stabilní loď a trosečníci měli větší naději na záchranu
Ještě dlouho po vynálezu střelného prachu bylo snadnější nepřátelskou loď pouze dobýt nebo podpálit, potopit ji bylo o poznání složitější. Starověké lodě k tomuto účelu používaly kloun. První zaznamenaná bitva, ve které zvítězily lodě vybavené klounem, se odehrála roku 535 př. n. l. Je však pravděpodobné, že kloun byl vynalezen už mnohem dříve.

### Kloun

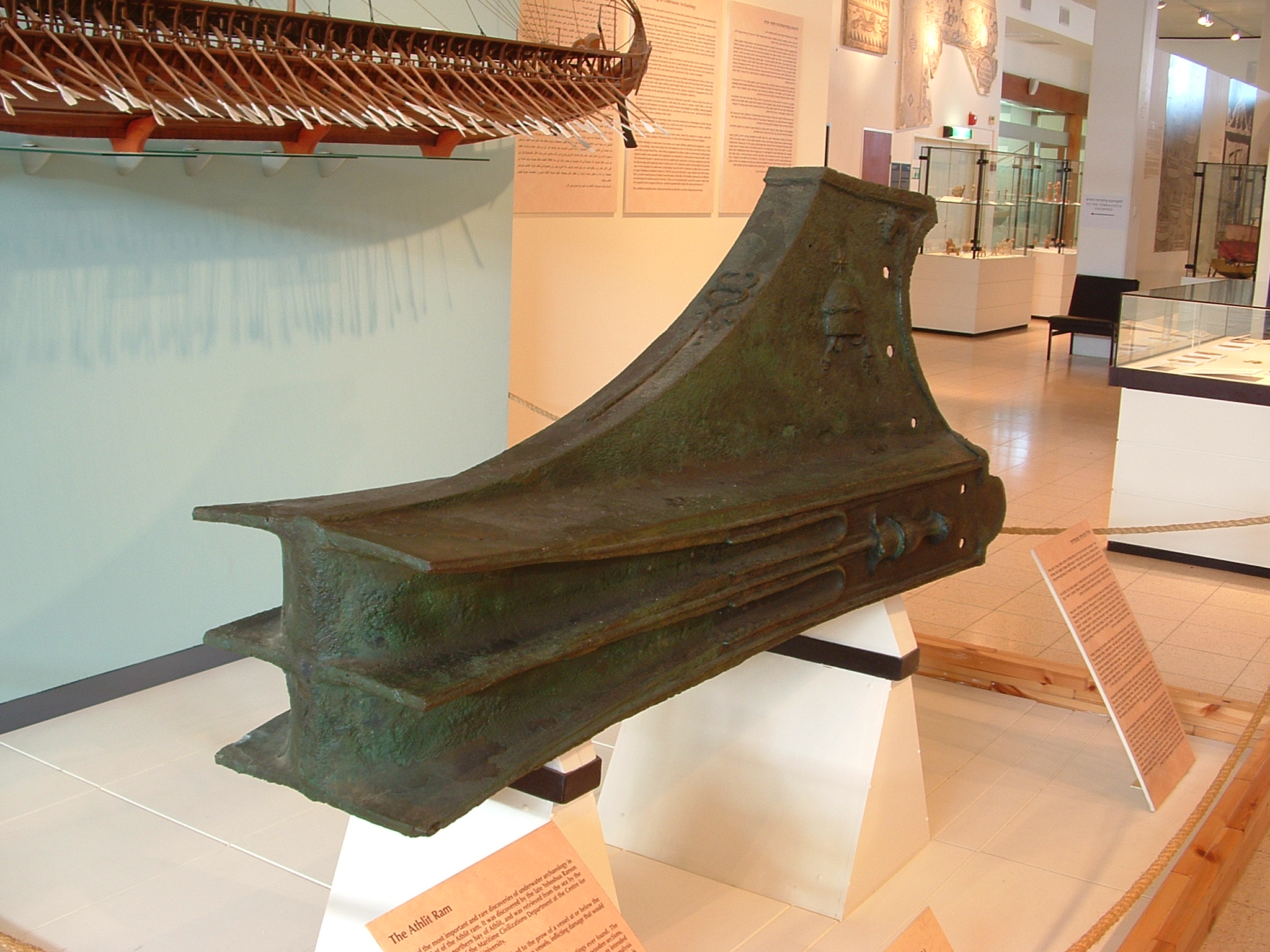
Kloun z helénské válečné galéry v Národním námořním muzeu v Izraeli

Kloun byl okovaný a bylo jej možné sejmout v případě, že byla loď vyřazena ze služby. Usazoval se na přední vaz zahnutý směrem nahoru, aby měl ve vodě co nejmenší odpor. Manévr proražení boku, zvaný taranování, vyžadoval už jistou šikovnost. K proražení boku lodi je potřeba rychlost alespoň 10 uzlů, ale je-li větší, může se stát, že lodě se do sebe zaklesnou a pak budou ztraceny obě. Pro dosažení této rychlosti museli veslaři vyvinout vysoké tempo veslování, patrně až 50 záběrů za minutu. Řecký výraz pro záběr veslem, embolé, se používal i k označení útoku taranem.
Kloun mohl udělat do nepřátelské lodi díru, ale to ještě zdaleka neznamenalo, že loď se musela potopit. Pokud byl dostatek času, bylo takto poškozené lodě možné ještě bez velkých obtíží odvléct na břeh, který býval obvykle blízko. Jinak si je jako válečnou kořist mohl přivlastnit nepřítel.

### Abordáž
Na rozdíl od taranování, které vyžadovalo co nejrychlejší loď, byla k abordáži potřeba loď mohutnější, schopná naložit co největší počet vojáků. Tento způsob útoku nakonec po peloponéské válce převládl, protože lodě se při taranování dostaly velmi blízko sebe a vytvořily tak vhodný moment k abordáži. Tento vývoj nakonec vedl ke konstrukcím velkých lodí s palubami po celé délce, které zvláště v helénistickém období nesly i katapulty.

### Další bojové manévry
V klasickém období se používaly dva základní manévry.

Manévr diekplús vyžadoval lodě seřazené do linie, která plula kolmo na linii protivníka. Každý kormidelník pak zatočil s lodí vpravo nebo vlevo, aby taranoval nepřítele. Lodě případně mohly proplout mezi nepřátelskými a zaútočily na jejich zádě. Úspěšně se používal až do druhého století př. n. l., například i za punských válek.

Druhým manévrem byl periplús. Znamenal buď obchvat nepřátelského křídla v případě dostatku prostoru, což u pobřeží nemuselo být běžné. Nebo se jednalo o konečnou fázi manévru diekplús, kdy se loď, která prorazila linii, otočila na záď protivníka. Kormidelník musel loď vést tak, aby nebyla sama taranována lodí, před kterou se snažila proplout nebo aby nedošlo k čelní srážce. Vše vyžadovalo opět dostatek prostoru, který potřebovala loď k obratu.

## Strategické využití lodí
Taranování bylo nepochybně velmi účinné, ale mělo zřejmé nevýhody pro námořní strategii. Loď sama byla subtilní a dlouhá, aby dosáhla požadované rychlosti. To ovšem znamenalo, že nemohla setrvat na moři příliš dlouhou dobu. Triéry byly vytahovány na břeh při sebemenším náznaku špatného počasí, když posádka obědvala i na noc. K tomu nebyl nutný přístav, vzhledem k malé hmotnosti lodi stačila volná pláž. Ale pokud se loď musela vytahovat na břeh dvakrát denně, bylo tím značně omezeno její širší strategické využití. Lodě nemohly na moři vyčkávat, loďstvo nebylo okamžitě v pohotovosti. Mimo samotný boj bylo jediným smysluplným využitím lodí přerušení zásobování nepřítele, pokud se odehrávalo po moři, přímo v místě zdroje, který mohly obsadit. Ovšem jestliže na něm nepřítel nebyl příliš závislý, šlo jen o plýtvání silami.

## Galerie

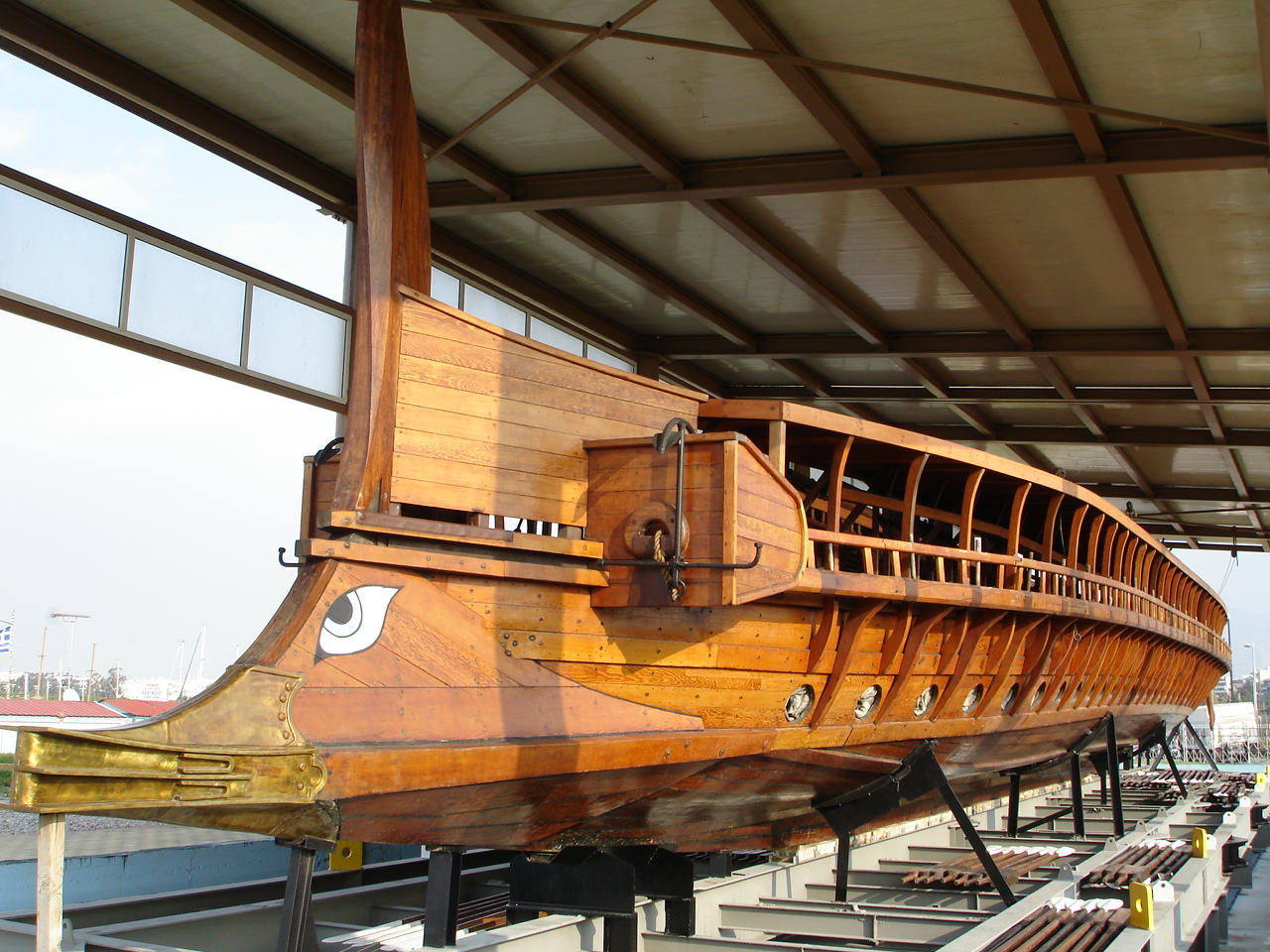
Olympias - rekonstrukce starověké athénské triéry
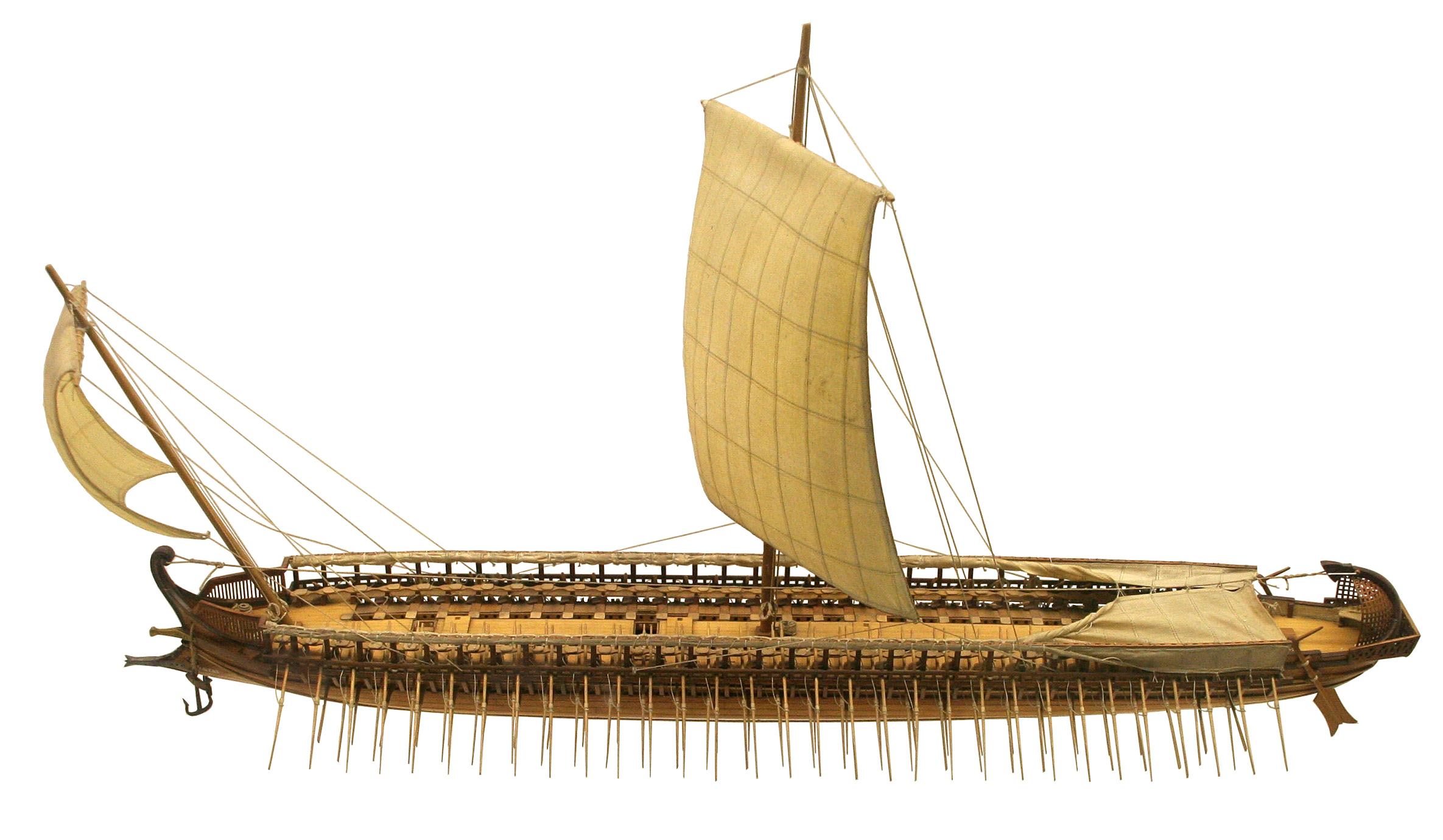
Model řecké triéry
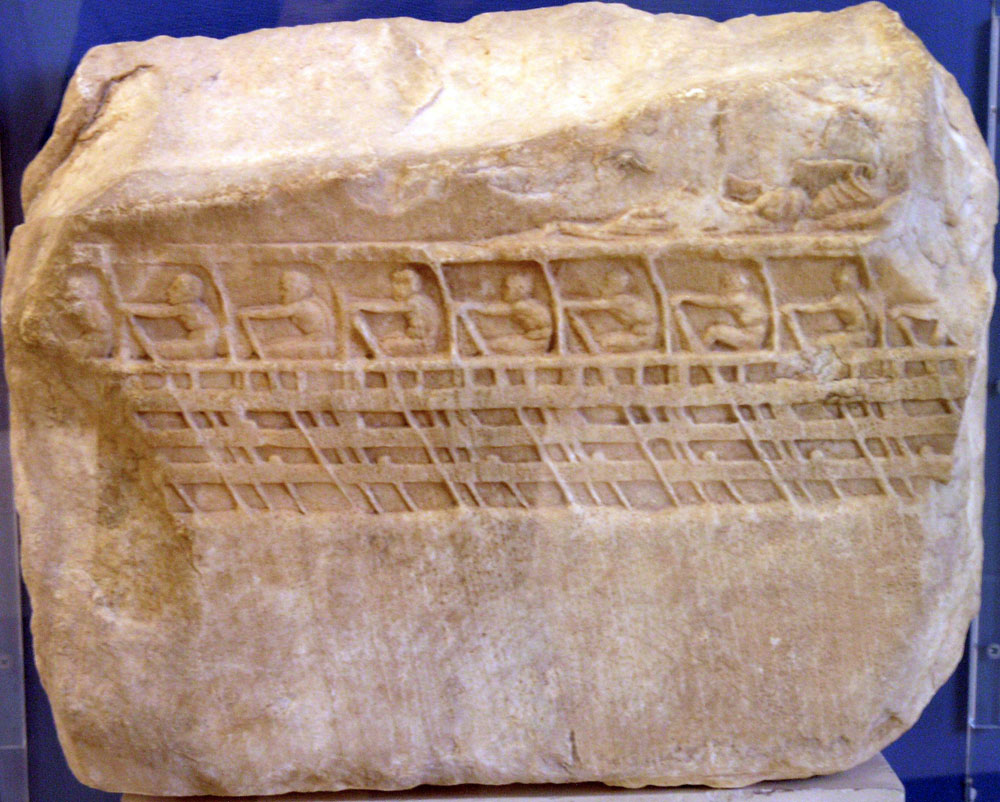
Reliéf z Akropole ztvárňující veslaře na athénské triéře, přibližně z roku 410 př. n. l.
Znázornění technologie, která byla využívána při stavbě trupů antických triér, při použití vydlabaných otvorů, spojových prken a zajištěných čepy a kolíky.